# Antheraea minahassae
Antheraea minahassae är en fjärilsart som beskrevs av Friedrich Wilhelm Niepelt 1926. Antheraea minahassae ingår i släktet Antheraea och familjen påfågelsspinnare. Inga underarter finns listade i Catalogue of Life.